# بومادران سیبریایی
 بومادران سیبریایی(نام علمی: Achillea sibirica) نام یک گونه از سرده بومادران است.